# عاملیت اخلاقی
عاملیت اخلاقی توانایی فرد برای انتخاب اخلاقی بر اساس برخی تصورات درست و نادرست و پاسخگویی در قبال این اعمال است. یک عامل اخلاقی «موجودی است که قادر به عمل با رجوع به حق و باطل باشد».

## توسعه و تجزیه و تحلیل
اکثر فیلسوفان معتقدند که فقط موجودات عاقل که می توانند استدلال کنند و قضاوت های منفعت طلبانه داشته باشند، می توانند عامل اخلاقی باشند. برخی معتقدند کسانی که عقلانیت محدودی دارند (مثلاً افرادی که دارای ناتوانی خفیف ذهنی هستند یا نوزادان  ) نیز دارای برخی از قابلیت های اخلاقی اولیه هستند.

## استنادات درون خطی
1. 1 2  Angus, Taylor (2003). Animals & Ethics: An Overview of the Philosophical Debate. Peterborough, Ontario: Broadview Press. p. 20.
2. ↑  "Moral," بایگانی‌شده  در ۸ سپتامبر ۲۰۱۵ توسط Wayback Machine Websters Revised Unabridged Dictionary, 1913, p. 943.
3. ↑  Hargrove, Eugene C., ed. (1992). The Animal Rights, Environmental Ethics Debate: The Environmental Perspective. Albany: State Univ. of New York Press. pp. 3–4. ISBN 978-0-7914-0933-6.